# Jacques Martinez
Pour les articles homonymes, voir Martinez.
Jacques Martinez, né le 7 juillet 1944 en Algérie, est un peintre et sculpteur français.
Il est chevalier de la Légion d'honneur et officier des Arts et Lettres.

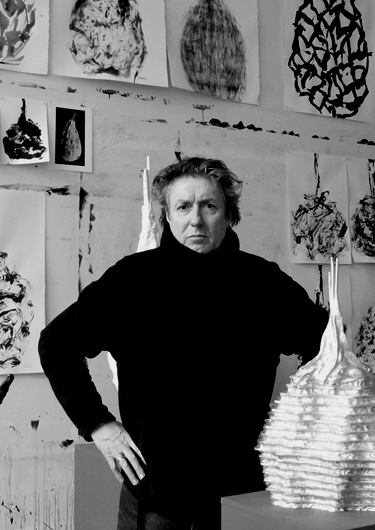
Jacques Martinez dans son atelier.

## Biographie
Né à El-Biar, petit village sur les collines au-dessus d’Alger, il passe son enfance dans la ville de Bône, aujourd’hui Annaba.
À partir de 1956 il vit à Nice où il fait ses études et obtient une maîtrise de philosophie. Il s’installe à Paris à partir de 1973 en gardant toujours un atelier dans le Midi. Il expose à la galerie Daniel Templon de 1974 à 1985, puis à la galerie Jean-Gabriel Mitterrand de 1990 à 1997. De 1997 à 1999 il réalise la fresque du Palais de Justice de Grasse. Après 1990 et son mariage avec Marie Seznec, il fait de réguliers séjours en Espagne et en Italie.
Il a pu, au début de son œuvre, être attaché à l’École de Nice : il était en effet présent dans quelques expositions sous ce titre et une de ses toiles était accrochée lors de l’ouverture du Centre Pompidou en 1977, à l’occasion de l’exposition « À propos de Nice ». S’il n’a jamais caché l’admiration qu’il éprouvait pour l’œuvre de Martial Raysse, de César ou pour certaines pièces d’Arman (il a d’ailleurs été l’assistant des deux derniers), il a déclaré dans un livre consacré à l’École de Nice se sentir plutôt « étranger ou pour le moins marginal vis-à-vis de toute cette histoire ».
Cette distance s’est confirmée depuis le début des années 1990 et son installation en Catalogne. S’il a gardé un atelier à Paris pendant longtemps, il a vécu et travaillé souvent dans le Sud de l'Europe, ainsi qu’en témoignent les œuvres de son exposition « Cinc Estacions » (2007).
Deux passages du livre édité en 2007 pour son exposition "Cinc Estacions" décrivent sa démarche :

« La peinture, ici, redevient principe d’interpellation et de protestation. Lasse d’interpréter le monde, elle se prend à rêver, elle aussi, de le transformer. Depuis le temps qu’on nous annonçait sa mort ! Depuis le temps que Cézanne, le premier, lançait son fameux : « C’est David – C’est-à-dire la vertu – qui a tué la peinture ! » Martinez n’est pas un vertueux, c’est un artiste. Et c’est pourquoi il est de ceux qui, sous nos yeux, sont en train de faire mentir les nouvelles chouettes de Minerve qui, après la fin de l’Histoire, après la fin de la philosophie, prophétisent la fin de la peinture »

— Bernard-Henri Lévy, Jacques Martinez : Cinc Estacions

« Comme si chaque tableau devait, à l’instar de ce que l’on appelait autrefois « chefs-d’œuvre », faire la preuve d’une expérience acquise tout au long de l’histoire de la peinture, ancienne, moderne, et exactement contemporaine, jusqu’à aller au-delà de cette histoire, puisque Cinq Saisons (titre de l’exposition) place d’emblée l’œuvre dans un excès de temps. »

— Catherine Millet, Jacques Martinez : Cinc Estacions
Critiquant son livre Espagnol de merde ou la véritable et longue histoire des Cinq Saisons, sorti en 2012, Philippe Trétiack écrit dans Elle : « Quel beau livre ! Un de ceux qui vous embellissent l'existence et vous rendent un peu plus intelligent ».
On peut également citer Jacques Henric dans Art Press : "La réussite du livre (...) tient à la façon dont Jacques Martinez donne à comprendre à quel fonds de sa biographie s'est nourri pendant trois ans son travail pictural".
Après août 2013, il a passé une grande partie de son temps dans son atelier de Saint-Paul-de-Vence, mais, depuis la disparition de son épouse Marie Seznec Martinez en novembre 2015, il vit et travaille totalement dans le Tessin (Suisse).

## Expositions

### Expositions personnelles
- 1973 : Galerie Ferrero, Nice
- 1975 :
  - Galerie Templon, Paris
  - Peinture hors peinture, Galerie Aarp, Paris
  - Galerie  Le Flux, Perpignan
  - Galerie Daniel Templon, Milan
- 1976 : Galerie Löwenadler, Stockholm
- 1977 : Galerie Daniel Templon, Paris
- 1982 : Galerie Daniel Templon, Paris
- 1984 : Galerie d’Art Contemporain des Musées de Nice
- 1985 : Forum Gallery, Monte-Carlo
- 1986 : Galerie Daniel Templon, Paris
- 1987 : Nouveau Musée, Bruxelles
- 1988 :
  - Galerie Sollertis, Toulouse
  - Galerie Kouros, New York
- 1989 :	
  - Galerie Varouxaki, Paris
  - Galerie Sollertis, Toulouse
- 1990 :
  - Fondation du Château de Jau
  - Galerie Philippe Krivin, Bruxelles
- 1991 :
  - Galerie JGM, Paris
  - Galerie Sollertis, Toulouse
  - Galerie Archide, Paris
- 1992 : Galerie Sabine Wachters, Knokke-le-Zoute
- 1993 :
  - Biennale de Venise, Casino Venier
  - Galerie des Rois de Majorque, Perpignan
  - Musée des Beaux-Arts de Troyes
- 1994 :
  - Les sept dernières paroles du Christ, Prieuré de Serrabones
  - Musée des Beaux-Arts, Lerrida, Espagne
  - Galerie JGM, Paris
  - Galerie Sollertis, Toulouse
- 1995 : Chapelle St Jacques, Saint-Gaudens
- 1996 :
  - Centre culturel de la caisse d’Epargne, Toulouse
  - Espace Wilmotte Paris
- 1999 : Musée d’Art Moderne et d’Art Contemporain, Nice
- 2001 : Galerie Abascal, Seville
- 2007 : « Cinc Estacions » Galerie Benamou, Paris. Curator Albert Koski
- 2010 : « Bodegon » Galerie Yves et Victor Gastou, Paris.
- 2011 : Galerie Christian Liaigre, Londres.
- 2012 : Galerie Lola Gassin, Nice.
- 2016 : « Ghiribizzi », MAMAC, Nice.
- 2017 : « 2828A San Marco », Venezia
- 2019 : « Maze, a venitian way », Venezia

### Expositions collectives
- 1972 : École de Nice, Galerie Ferrero, Nice
- 1974 :
  - L’Art au Présent, Musée Galleria, Paris
  - Peintres français d’aujourd’hui, Galerie d’Art T, Mulhouse
- 1975 :
  - Dessin de la Nouvelle Peinture, Musée municipal, Saint Paul-de-Vence
  - Peinture analytique, Galerie La Betersca, Düsseldorf
  - Trois peintres Français, Galerie Krivin, Bruxelles
  - Barré, Cane, Martinez, Moralès, Wery, Galerie Peccolo, Cologne
  - Nouvelle Peinture Française, Galerie Seconda Scala, Rome
- 1977 :
  - À propos de Nice, Centre National d’Art et de Culture Georges Pompidou, Paris
  - Biennale de Paris
  - Biennale de Nice
- 1978 :
  - Dix ans d’art en France, Musée Galliera, Paris, Festival d’Automne, Paris
  - Biennale de Gravure, Tokyo
- 1982 : Salon de Montrouge, Paris
- 1983 : Carré, Cercle, Triangle, Hôtel d’Escoville, Caen
- 1984 :
  - Carte Blanche à Daniel Templon, Centre Culturel le Parvis, Tarbes
  - Salon de Montrouge, Paris
- 1985 : Salon de Montrouge, Paris
- 1986 : Salon de Montrouge, Paris
- 1987 :
  - Qu’est-ce que la peinture moderne ?, Galerie Eric Franck, Genève
  - Made in France 1966-1986,  Château de Jau
- 1988 :
  - Chicago Art Fair, Galerie Kouros, New York
  - Dessins contemporains, Galerie Kouros, New York
  - Regard d’un collectionneur, Centre d’art contemporain, Château de Tanlay
- 1989 :
  - Le Fer, Galerie JGM, Paris
  - Le Relief, Abbaye de Beaulieu
- 1990 :
  - l’Art Contemporain en France, Toulouse
  - Musée du Luxembourg, Paris
  - Dessins contemporains, Galerie Kouros, New York
- 1991 :
  - Sculpture contemporaine, Galerie JGM, Paris
  - Sculpture Today, Galerie Kouros, New York
- 1992 :
  - L’Art Contemporain dans les collections Midi-Pyrénées, Castres
  - FIAC, Galerie JGM, Paris
- 1993 :
  - Ils ont cité Matisse…, Galerie de France, Paris
  - FIAC, Galerie JGM, Paris
- 1996 : En filigrane, un regard sur l’estampe contemporaine, Bibliothèque Nationale de France, Galerie Colbert, Paris
- 2000 : Les Abattoirs, Toulouse
- 2001 : Exposition Collective M.A.M.A.C. Nice
- 2013 : L'Art et la Philosophie, Fondation Maeght, Saint-Paul-de-Vence.

## Commandes publiques
- 1984 : Conservatoire de la Rue Jean Nicot. Architecte Christian de Portzamparc
- 1998 : Collège des Petits Ponts à Clamart
- 1997-1999 : Réalisation de la Fresque du Palais de Justice de Grasse. Architecte Christian de Portzamparc.
- 2001- 2002 : Fresque pour le Palais Lamas Carvagal à Ourense. Galice. Espagne

## Collections publiques
- Fonds National d’Art Contemporain
- FRAC Provence-Alpes-Côte d’Azur
- FRAC Languedoc-Roussillon
- FRAC Midi-Pyrénées